# Dyscyplinarne przeniesienie sędziego
Dyscyplinarne przeniesienie sędziego – kara dyscyplinarna polegająca na przeniesieniu sędziego na inne miejsce służbowe, orzekana przez sąd dyscyplinarny. Przedmiotem orzeczenia sądowego jest wymierzenie kary przeniesienia. W zakres orzeczenia sądu dyscyplinarnego nie wchodzi wskazanie nowego miejsca służbowego ani okręgu sądu, do którego sędzia ma zostać przeniesiony (art. 109 § 1 pkt 4 ustawy z dnia 27 lipca 2001 r. – Prawo o ustroju sądów powszechnych). Wykonawcą kary jest minister sprawiedliwości. Wskazuje on nowe miejsce służbowe (art. 123 § 3 w związku z art. 75 § 3 usp).

## Kontrowersje
Wykonanie przez ministra orzeczenia o wymierzeniu kary dyscyplinarnej przeniesienia sędziego na inne miejsce służbowe może w pewnych sytuacjach naruszać wyrażoną w art. 18 Konstytucji zasadę ochrony rodziny. Taka sytuacja może mieć miejsce wtedy, gdy nowe miejsce służbowe będzie wyznaczone w znacznej odległości od miejsca zamieszkania sędziego. Przyczyną takiego rozstrzygnięcia może być rozpad rodziny.